# Okręg wyborczy Cricklade
Okręg wyborczy Cricklade powstał w 1295 r. i wysyłał do angielskiej, a następnie brytyjskiej, Izby Gmin jednego deputowanego. W 1885 r. liczbę mandatów przypadających na okręg zmniejszono do jednego. Okręg obejmował początkowo tylko miasto Cricklade w hrabstwie Wiltshire, ale w 1782 r. poszerzono go o wieś Swindon. Okręg został zlikwidowany w 1918 r.

## Deputowani do brytyjskiej Izby Gmin z okręgu Cricklade

### Deputowani w latach 1295–1660
- 1442 – John Long
- 1571 – Giles Brydges
- 1571 – Nicholas Arnold
- 1572 – William Brydges
- 1604–1611 – J. Hungerford
- 1604–1611 – Henry Pool
- 1614 – Thomas Monson
- 1621–1622 – Thomas Howard
- 1621–1622 – Carew Reynell
- 1640–1648 – Robert Jenner
- 1640–1648 – Thomas Hodges
- 1659–1659 – Edward Pool
- 1659–1659 – John Hawkins

### Deputowani w latach 1660–1885
- 1660–1661 – Hungerford Dunch
- 1660–1661 – Nevil Maskelyne
- 1661–1679 – George Hungerford
- 1661–1679 – John Ernle
- 1679–1680 – Hungerford Dunch
- 1679–1689 – Edmund Webb
- 1680–1681 – John Pleydell
- 1681–1685 – William Lenthall
- 1685–1699 – Charles Fox
- 1689–1690 – Thomas Freke
- 1690–1698 – Edmund Richmond Webb
- 1698–1701 – Edward Pleydell
- 1699–1702 – Stephen Fox
- 1701–1702 – Edmund Dunch, wigowie
- 1702–1705 – Thomas Richmond Webb
- 1702–1708 – Samuel Barker
- 1705–1713 – Edmund Dunch, wigowie
- 1708–1710 – James Vernon, wigowie
- 1710–1713 – Samuel Robinson
- 1713–1747 – Thomas Reade
- 1713–1714 – William Gore
- 1714–1715 – Samuel Robinson
- 1715–1721 – Jacob Sawbridge
- 1721–1722 – Matthew Moreton
- 1722–1727 – Thomas Gore
- 1727–1734 – Christopher Tilson
- 1734–1739 – William Gore
- 1739–1741 – Charles Gore
- 1741–1747 – Welbore Ellis
- 1747–1761 – William Rawlinson Earle
- 1747–1754 – John Gore
- 1754–1768 – Thomas Gore
- 1761–1768 – Arnold Nesbitt
- 1768–1774 – George Damer
- 1768–1774 – Robert Fletcher
- 1774–1775 – William Earle
- 1774–1779 – Arnold Nesbitt
- 1775–1776 – Samuel Peach
- 1776–1780 – John Dewar
- 1779–1782 – John Macpherson
- 1780–1784 – Paul Benfield
- 1782–1784 – George St John
- 1784–1785 – Charles Westley Coxe
- 1784–1785 – Robert Adamson
- 1785–1794 – John Walker-Heneage
- 1785–1790 – Robert Nicholas
- 1790–1806 – Thomas Estcourt
- 1794–1811 – Henry Herbert, lord Porchester
- 1806–1812 – Thomas Goddard
- 1811–1812 – William Herbert
- 1812–1831 – Joseph Pitt
- 1812–1818 – Thomas Calley, wigowie
- 1818–1837 – Robert Gordon, wigowie
- 1831–1835 – Thomas Calley, wigowie
- 1835–1859 – John Neeld, Partia Konserwatywna
- 1837–1841 – Ambrose Goddard, Partia Konserwatywna
- 1841–1847 – Henry Thomas Howard, wigowie
- 1847–1868 – Ambrose Lethbridge Goddard, Partia Konserwatywna
- 1859–1865 – Anthony Ashley-Cooper, lord Ashley, Partia Liberalna
- 1865–1885 – Daniel Gooch, Partia Konserwatywna
- 1868–1874 – Frederick William Cadogan, Partia Liberalna
- 1874–1880 – Ambrose Lethbridge Goddard, Partia Konserwatywna
- 1880–1885 – Nevil Story Maskelyne, Partia Liberalna

### Deputowani w latach 1885–1918
- 1885–1892 – Nevil Story Maskelyne, Partia Liberalna, od 1886 r. Partia Liberalno-Unionistyczna
- 1892–1895 – John Husband, Partia Liberalna
- 1895–1898 – Alfred Hopkinson, Partia Liberalno-Unionistyczna
- 1898–1906 – lord Edmond Fitzmaurice, Partia Liberalna
- 1906–1910 – John Massie, Partia Liberalna
- 1910–1910 – Thomas Charles Pleydell Calley, Partia Liberalno-Unionistyczna
- 1910–1918 – Richard Lambert, Partia Liberalna